# سن مارتینو بوئون آلبرگو
سن مارتینو بوئون آلبرگو (به ایتالیایی: San Martino Buon Albergo) یک کومونه در ایتالیا است که در استان ورونا واقع شده‌است. سن مارتینو بوئون آلبرگو ۳۵٫۳ کیلومتر مربع مساحت و ۱۴٬۰۱۷ نفر جمعیت دارد و ۴۵ متر بالاتر از سطح دریا واقع شده‌است.

## خواهرخوانده
شهر Voitsberg خواهرخواندهٔ سن مارتینو بوئون آلبرگو هست.